# Knjižnica Akademije za glasbo

## Zgodovina
Začetki  Akademije za glasbo segajo v leto 1919, ko je Glasbena matica v Ljubljani odprla konservatorij, ki je nudi višjo stopnjo glasbene izobrazbe. Leta 1939 je bila ustanovljena Glasbena akademija, ki se je leta 1946 preimenovala v Akademijo za glasbo.
Prvotni fond knjižnice je predstavljalo gradivo knjižnice društva oziroma šole Glasbene matice. Leta 1952 je akademija pridobila velik del Arhiva Glasbene matice. Arhiv Glasbene matice je bil ustanovljen leta 1872 hkrati z društvom. Po zbranem notnem gradivu je veljal za največjega v Sloveniji in tedanji Jugoslaviji. Vseboval je veliko slovenske, slovanske in tuje baročne, klasične, romantične in sodobne literature ter zbirko portretov slovenskih skladateljev. Knjižnica Akademije za glasbo kot njegova naslednica predstavlja bogato tradicijo in je rezultat razvojnih stopenj glasbenega šolstva v Ljubljani.
Osnovni fond je obsegal 1.584 enot notnega gradiva in knjig. Leta 1985 se je Akademija za glasbo preselila iz prostorov na Gosposki ulici v zgradbo Stiškega dvorca na Starem trgu. S tem je knjižnica pridobila večji prostor in novo opremo. Večno gradiva so predstavljale partiture, parti, parti za inštrumente ali/in glasove in spremljevalna glasbila. Leta 1996 je knjižnica nabavila novo zvočno in računalniško opremo, kar je omogočilo novo postavitev gradiva, preureditev obstoječih katalogov in vključitev v sistem COBISS.

## Gradivo
Knjižnica zbira, hrani in posreduje gradivo s področja glasbe, glasbene teorije, glasbene pedagogike, glasbene zgodovine, diplomske in magistrske naloge ter doktorske disertacije. Poudarek je na notnem in avdio-vizualnem gradivu. Knjižnica hrani tudi veliko zbirko gramofonskih plošč, ki se povečuje predvsem z darovi. Hrani  tudi dragoceno zbirko 144 risb slovenskih skladateljev Saše Šantla ter podarjene rokopise dolgoletnega dekana in profesorja na Oddelku za kompozicijo Lucijana Marije Škerjanca.
Gradivo je v prostem dostopu. Razporejeno je po sistemu UDK. Gradivo je razdeljeno na posamezne skupine: godala (violina, viola, violončelo, kontrabas, kitara, koncerti), instrumenti s tipkami (klavir, čembalo, orgle, koncerti), sakralna glasba, opere, samospevi, arije, komorna glasba, zborovsko petje, glasba za otroke, glasbena analiza, oblikoslovje, kompozicija, izvajalska praksa, teorija glasbe, partiture in parti, etnomuzikologija, zgodovina glasbe, glasbena pedagogika, diplome, magistrske naloge, disertacije, priročniki, revije.
Knjižnica nudi  24 naslovov serijskih publikacij, ki so v angleščini, nemščini, italijanščini in francoščini.
V zadnjih letih sta knjižnični fond obogatili dve zapuščini. Operna pevka Ksenija Vidali-Žebre je knjižnici poklonila 178 partitur, skladatelj Zvonimir Ciglič pa je knjižnici poklonil obsežno zbirko 819 CD-jev s področja operne, simfonične ter komorne glasbe.

## Dejavnosti
Knjižnica meri 63 m2. Nima čitalnice. Za uporabnike je na voljo en računalnik. Knjižnica izdeluje bibliografije profesorjev Akademije za glasbo ter preko svetovnega spleta omogoča dostop do vseh pomembnih podatkovnih baz s področja glasbe in glasbene teorije. Sodeluje tudi z drugimi glasbenimi knjižnicami in glasbenimi arhivi ter medknjižnično tudi izposoja svoje gradivo. Veliko notnega gradiva kupi oziroma si ga izposodi v tujini. Pri medsebojni izposoji gradiva sodeluje tudi z glasbenimi arhivi slovenskih orkestrov. Knjižnica vodi svoje gradivo s pomočjo kataloga COBISS/OPAC. Na voljo ima tudi abecedni imenski listkovni katalog, ki pa vsebuje nepopolne stare kartoteke, zato se ga manj uporablja. Knjižnica sodeluje z Glasbeno zbirko NUK, arhivom RTV Slovenija in  Slovensko filharmonijo.